# Papyrus 1
- Papyrus
- Onciale
- Minuscules
- Lectionnaire

Le Papyrus 1 ({\displaystyle {\mathfrak {P}}}1) est une copie du Nouveau Testament en grec, réalisée sur un rouleau de papyrus au IIIe siècle.
Le texte s'agit de l'Évangile selon Matthieu, (1,1-9, 12 et 14-20). Il contenant esprits et accents.
Le texte est de type alexandrin. Kurt Aland le classe en Catégorie I.
{\displaystyle {\mathfrak {P}}}1 a été découvert par Bernard Pyne Grenfell et Arthur Surridge Hunt à Oxyrhynque en 1896-1897 en Égypte. Il est actuellement conservé à l'Université de Pennsylvanie (E 2746),.